# 6338 Isaosato
6338 Isaosato è un asteroide della fascia principale. Scoperto nel 1992, presenta un'orbita caratterizzata da un semiasse maggiore pari a 3,1656002 UA e da un'eccentricità di 0,0945308, inclinata di 15,32948° rispetto all'eclittica.
L'asteroide è dedicato all'astronomo giapponese Isao Satō.